# Lagunilla del Jubera
Lagunilla del Jubera est une commune de la communauté autonome de La Rioja, en Espagne.

## Démographie
| 1900  | 1910  | 1920 | 1930 | 1940 | 1950 | 1960 | 1970 | 1981 |
| ----- | ----- | ---- | ---- | ---- | ---- | ---- | ---- | ---- |
| 1 099 | 1 023 | 958  | 896  | 991  | 937  | 693  | 532  | 344  |

| 1991 | 2001 | 2010 | - | - | - | - | - | - |
| ---- | ---- | ---- | - | - | - | - | - | - |
| 361  | 320  | 320  | - | - | - | - | - | - |

## Administration

### Conseil municipal
La ville de Lagunilla del Jubera comptait 375 habitants aux élections municipales du 26 mai 2019. Son conseil municipal (en espagnol : Pleno del Ayuntamiento) se compose donc de 7 élus.
| Parti | Parti                 | Voix | %       | Élus  |
| ----- | --------------------- | ---- | ------- | ----- |
|       | Parti populaire (PP)  | 168  | 50,76 % | 4 / 7 |
|       | Partido Riojano (PR+) | 163  | 49,24 % | 3 / 7 |

### Liste des maires
| Mandat    | Maire | Maire                    | Parti       |
| --------- | ----- | ------------------------ | ----------- |
| 1979-1983 |       | Antonio Soto Sarramián   | UCD         |
| 1983-1987 |       | Pedro Gonzalo Ocón Calvo | Indépendant |
| 1987-1991 |       | Pedro Gonzalo Ocón Calvo | Indépendant |
| 1991-1995 |       | Pedro Gonzalo Ocón Calvo | PP          |
| 1995-1999 |       | José Martínez Ruiz       | PR          |
| 1999-2003 |       | Pedro Fernández Ruiz     | Indépendant |
| 2003-2007 |       | Pedro Fernández Ruiz     | Indépendant |
| 2007-2011 |       | Pedro Fernández Ruiz     | Indépendant |
| 2011-2015 |       | José Martínez Ramírez    | PR          |
| 2015-2019 |       | José Martínez Ramírez    | PR          |
| 2019-2023 |       | Carlos Yécora Roca       | PP          |